# Giovanni Antonio II di Eggenberg
Giovanni Antonio II di Eggenberg, V principe di Eggenberg, noto anche come Giovanni V (Graz, 7 gennaio 1669 – Graz, 9 gennaio 1716), fu principe di Eggenberg dal 1713 fino alla sua morte.

## Biografia
Giovanni Antonio II nacque a Graz nel 1669, figlio primogenito di Giovanni Sigifredo di Eggenberg, IV principe di Eggenberg, e di sua moglie, la principessa Maria Eleonora del Liechtenstein. Per parte di suo padre era imparentato coi duchi di Prussia, mentre per parte di sua madre coi principi del Liechtenstein. Egli era inoltre nipote del principe Giovanni Cristiano I di Eggenberg.
Dopo la morte di suo nonno Giovanni Antonio I, la situazione nella casata degli Eggenberg era andata peggiorando dal momento che, in mancanza di un testamento, i due figli rimasti, suo padre Giovanni Sigifrido e suo zio Giovanni Cristiano, dovettero dividersi le proprietà di famiglia. A Giovanni Sigifrido, come fratello minore, spettarono le proprietà in Carniola e Stiria e nello specifico si insediò al castello di Graz con la moglie dove appunto nacque poi Giovanni Antonio II, mentre suo zio trasmigrò in Boemia. Rimase condiviso il dominio sulla contea principesca di Gradisca.
Giovanni Antonio II crebbe in un ambiente artisticamente molto stimolante dal momento che suo padre proprio negli anni della sua giovinezza aveva intrapreso grandi lavori di restauro e rifacimento dell'avita residenza di famiglia a Graz. Quando poi suo zio morì senza eredi nel 1710, suo padre Giovanni Sigifrido gli succedette come principe di Eggenberg, riunendo nelle sue mani tutte le proprietà della famiglia che in precedenza erano state divise tra i due e Giovanni Antonio si ritrovò proiettato come erede.
Suo padre Giovanni Sigifrido morì dopo appena tre anni di reggenza del titolo, nel 1713, e pertanto Giovanni Antonio venne chiamato a succedergli come quinto principe di Eggenberg. Quando prese le redini della casata, Giovanni Antonio si accorse da subito dei problemi che si erano manifestati durante gli anni di reggenza del titolo da parte di suo padre: per le sconsiderate spese sostenute a Graz e per una cattiva gestione delle sue terre di famiglia, Giovanni Sigifrido aveva infatti sperperato gran parte del suo patrimonio personale e venduto molte sue proprietà, e solo la morte del fratello aveva appianato parte dei suoi debiti.
Intenzionato a recuperare attivamente tutto quanto era andato perduto, improvvisamente però lo stesso Giovanni Antonio II morì nel 1716, dopo soli tre anni di reggenza del titolo, a 47 anni, lasciando a succedergli il giovane figlio Giovanni Cristiano, di appena dodici anni.

## Matrimonio e figli
Il principe Giovanni Antonio II sposò il 9 marzo 1692 la contessa Maria Carolina di Sternberg (1670-1754). La coppia ebbe i seguenti figli:
- Maria Teresa (nata e morta)
- Maria Carlotta Anna Giuseppa Innocenza Apollonia (nata e morta)
- Maria Eleonora Anna Giuseppa (1694 - 1774), sposò in prime nozze nel 1719 il conte Josef Patrik Leslie (1694 - 1732), in seconde nozze nel 1733 il conte Andreas Siegmund von Welz e in terze nozze nel 1740 il conte Johann Leopold Franz von Herberstein (1712 - 1789)
- Maria Teresa Giuseppa (1695 - 1774), sposò nel 1719 il conte Karl Kajetan Leslie (1696 - 1762)
- Giovanni Cristiano II (1704 - 1717), VI principe di Eggenberg

## Albero genealogico
|                                                           |                           |                                               | Genitori                                      |  |  | Nonni |  |  | Bisnonni                                              |  |  | Trisnonni                                    |  |
|                                                           |                           |                                               |                                               |  |  |       |  |  | Giovanni Ulrico di Eggenberg, I principe di Eggenberg |  |  | Sigfredo di Eggenberg, signore di Erbersdorf |  |
|                                                           |                           |                                               |                                               |  |  |       |  |  | Giovanni Ulrico di Eggenberg, I principe di Eggenberg |  |  | Sigfredo di Eggenberg, signore di Erbersdorf |  |
|                                                           |                           | Anna Benigna Galler von Schwanberg            |                                               |  |  |       |  |  | Giovanni Ulrico di Eggenberg, I principe di Eggenberg |  |  |                                              |  |
| Giovanni Antonio I di Eggenberg, II principe di Eggenberg |                           |                                               |                                               |  |  |       |  |  | Giovanni Ulrico di Eggenberg, I principe di Eggenberg |  |  |                                              |  |
|                                                           |                           | Maria Sidonia von Thannhausen                 | Konrad von Thannhausen                        |  |  |       |  |  |                                                       |  |  |                                              |  |
|                                                           |                           | Maria Sidonia von Thannhausen                 | Konrad von Thannhausen                        |  |  |       |  |  |                                                       |  |  |                                              |  |
|                                                           |                           | Maria Sidonia von Thannhausen                 | Barbara Dorothea von Teuffenbach              |  |  |       |  |  |                                                       |  |  |                                              |  |
| Giovanni Sigifredo di Eggenberg, IV principe di Eggenberg |                           | Maria Sidonia von Thannhausen                 |                                               |  |  |       |  |  |                                                       |  |  |                                              |  |
|                                                           |                           | Cristiano di Brandeburgo-Bayreuth             | Giovanni Giorgio di Brandeburgo               |  |  |       |  |  |                                                       |  |  |                                              |  |
|                                                           |                           | Cristiano di Brandeburgo-Bayreuth             | Giovanni Giorgio di Brandeburgo               |  |  |       |  |  |                                                       |  |  |                                              |  |
|                                                           |                           | Cristiano di Brandeburgo-Bayreuth             | Elisabetta di Anhalt-Zerbst                   |  |  |       |  |  |                                                       |  |  |                                              |  |
| Anna Maria di Brandeburgo-Bayreuth                        |                           | Cristiano di Brandeburgo-Bayreuth             |                                               |  |  |       |  |  |                                                       |  |  |                                              |  |
|                                                           |                           | Maria di Hohenzollern                         | Alberto Federico di Prussia                   |  |  |       |  |  |                                                       |  |  |                                              |  |
|                                                           |                           | Maria di Hohenzollern                         | Alberto Federico di Prussia                   |  |  |       |  |  |                                                       |  |  |                                              |  |
|                                                           |                           | Maria di Hohenzollern                         | Maria Eleonora di Jülich-Kleve-Berg           |  |  |       |  |  |                                                       |  |  |                                              |  |
| Giovanni Antonio II di Eggenberg, V principe di Eggenberg |                           | Maria di Hohenzollern                         |                                               |  |  |       |  |  |                                                       |  |  |                                              |  |
|                                                           | Carlo I del Liechtenstein | Hartmann II di Liechtenstein-Feldsberg        |                                               |  |  |       |  |  |                                                       |  |  |                                              |  |
|                                                           | Carlo I del Liechtenstein | Hartmann II di Liechtenstein-Feldsberg        |                                               |  |  |       |  |  |                                                       |  |  |                                              |  |
|                                                           | Carlo I del Liechtenstein | Anna di Ortenburg                             |                                               |  |  |       |  |  |                                                       |  |  |                                              |  |
| Carlo Eusebio del Liechtenstein                           | Carlo I del Liechtenstein |                                               |                                               |  |  |       |  |  |                                                       |  |  |                                              |  |
|                                                           |                           | Anna Maria Šemberová di Boskovic e Černá Hora | Johann Schembera von Czernahor von Boskowitz  |  |  |       |  |  |                                                       |  |  |                                              |  |
|                                                           |                           | Anna Maria Šemberová di Boskovic e Černá Hora | Johann Schembera von Czernahor von Boskowitz  |  |  |       |  |  |                                                       |  |  |                                              |  |
|                                                           |                           | Anna Maria Šemberová di Boskovic e Černá Hora | Anna Kraiger von Kraigk                       |  |  |       |  |  |                                                       |  |  |                                              |  |
| Maria Eleonora del Liechtenstein                          |                           | Anna Maria Šemberová di Boskovic e Černá Hora |                                               |  |  |       |  |  |                                                       |  |  |                                              |  |
|                                                           |                           | Massimiliano II di Dietrichstein–Nikolsburg   | Sigismondo II di Dietrichstein                |  |  |       |  |  |                                                       |  |  |                                              |  |
|                                                           |                           | Massimiliano II di Dietrichstein–Nikolsburg   | Sigismondo II di Dietrichstein                |  |  |       |  |  |                                                       |  |  |                                              |  |
|                                                           |                           | Massimiliano II di Dietrichstein–Nikolsburg   | Giovanna Della Scala                          |  |  |       |  |  |                                                       |  |  |                                              |  |
| Giovanna Beatrice di Dietrichstein-Nikolsburg             |                           | Massimiliano II di Dietrichstein–Nikolsburg   |                                               |  |  |       |  |  |                                                       |  |  |                                              |  |
|                                                           |                           | Anna Maria del Liechtenstein                  | Carlo I del Liechtenstein                     |  |  |       |  |  |                                                       |  |  |                                              |  |
|                                                           |                           | Anna Maria del Liechtenstein                  | Carlo I del Liechtenstein                     |  |  |       |  |  |                                                       |  |  |                                              |  |
|                                                           |                           | Anna Maria del Liechtenstein                  | Anna Maria Šemberová di Boskovic e Černá Hora |  |  |       |  |  |                                                       |  |  |                                              |  |
|                                                           |                           | Anna Maria del Liechtenstein                  |                                               |  |  |       |  |  |                                                       |  |  |                                              |  |